# Ковбаска
Ковбаска( пол. Kiełbaska)  — річка в Польщі, у Турецькому повіті Великопольського воєводства. Ліва притока Варти (басейн Балтійського моря).

## Опис
Довжина річки 45 км, найкоротша відстань між витоком і гирлом — 30,15 км, коефіцієнт звивистості річки — 1,5. Площа басейну водозбору 490,9 км².

## Розташування
Бере початок на південній стороні від села Ґронбкув ґміни Малянув. Спочатку тече переважно на північний схід через місто Турек, Бруджев і біля Лєнка повертає на північний захід. Далі тече через Костелець і на північно-західній стороні на відстані приблизно 5 км від міста Коло біля місцевості Вакі впадає у річку Варту, праву притоку Одри.
Притоки: Фолуш (ліва), Струга Янішевська (права).
Ковбаска є типовою низовинною річкою, яка використовується для сільськогосподарських та промислових цілей (від надводного водопостачання використовується Адамовська електростанція в Турку). Джерелами забруднення річки є стічні води з муніципальних очистних споруд у Турку, Владиславіві та Бруджеві. Сміття та побутові відходи від Адамовської ГЕС та шахти Адамовського Браун також викидаються до річки.